# Márcio Faria de Azevedo
Márcio Faria de Azevedo (Espírito Santo, 12 marzo 1973) è un ex cestista brasiliano.

## Carriera
Con il Brasile ha disputato i Campionati mondiali del 1994, segnando 35 punti in 7 partite, e i Campionati americani del 1995.